# Waringham-Saga

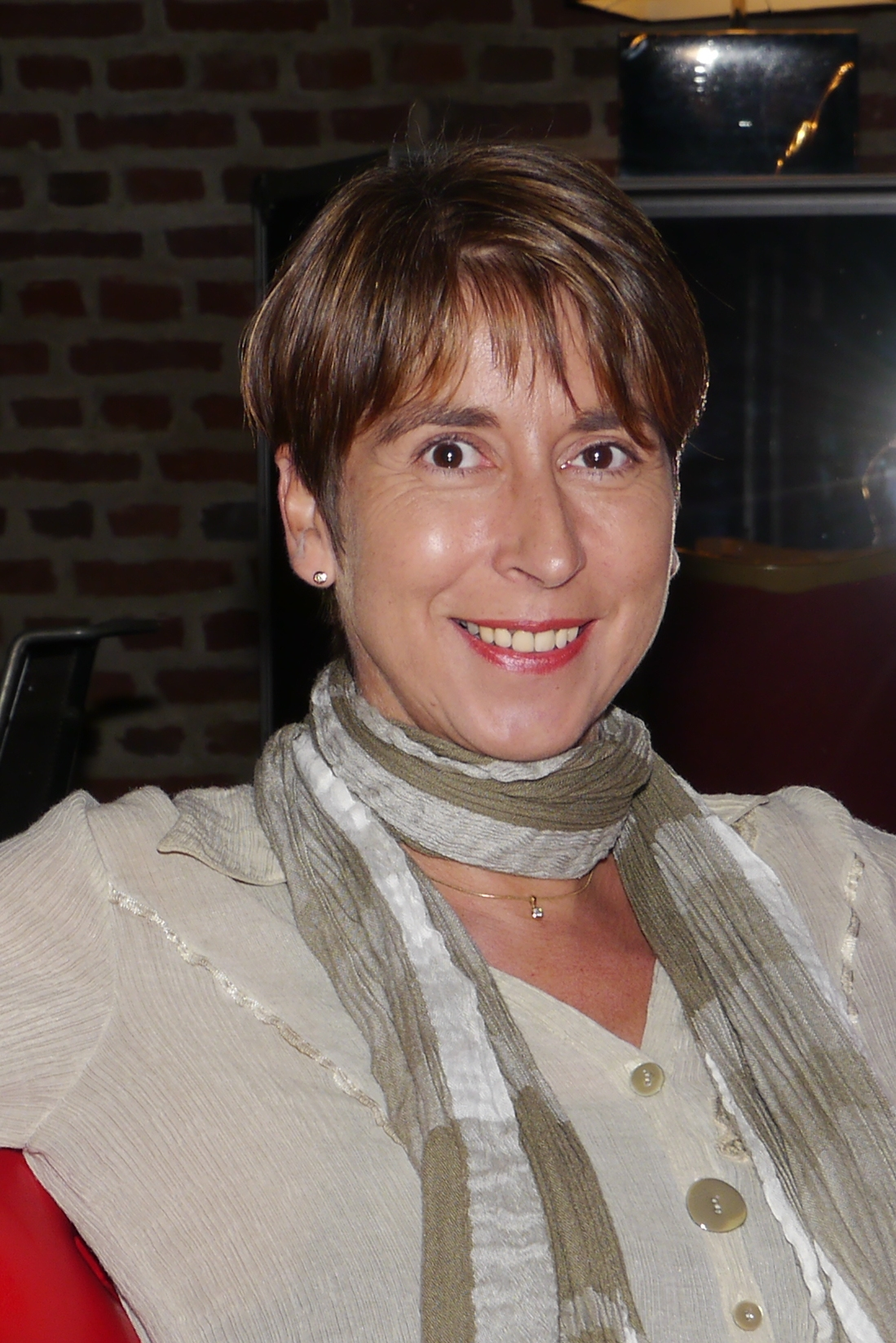
Rebecca Gablé (2009)

Die Waringham-Saga ist eine Buchreihe der Autorin Rebecca Gablé, in der die Familiengeschichte des fiktiven englischen Adelsgeschlechts der Waringham vom Mittelalter bis in die frühe Neuzeit erzählt wird. Gablé verknüpft dabei in ihren historischen Romanen diese fiktive Familiengeschichte immer wieder mit historischen Persönlichkeiten und Ereignissen der jeweiligen Zeit.

## Bücher
- Das Lächeln der Fortuna (1997) spielt von 1360 bis 1399 in der Zeit von Edward III. und Richard II. Die Hauptperson ist Robin of Waringham.
- Die Hüter der Rose (2005) spielt von 1413 bis 1442 in der Zeit von Heinrich V. und Heinrich VI. Die Hauptperson ist Robins Sohn John of Waringham.
- Das Spiel der Könige (2007) spielt in der Zeit der Rosenkriege von der ersten Schlacht von St. Albans 1455 bis zur Schlacht von Bosworth 1485. Die Hauptpersonen sind die Zwillinge Julian und Blanche of Waringham, Kinder von John of Waringham.
- Der dunkle Thron (2011) spielt von 1529 bis 1553 in der Zeit von Heinrich VIII. und Edward VI. Die Hauptperson ist Nicholas of Waringham.
- Der Palast der Meere (2015) spielt von 1560 bis 1588 zur Zeit von Elisabeth I. Die Hauptpersonen sind Nicholas’ Kinder Isaac und Eleanor.
- Teufelskrone (2019) spielt vor den vorherigen Bänden von 1192 bis 1216 in der Zeit von Richard Löwenherz und Johann Ohneland. Die Hauptperson ist Yvain of Waringham.
- Drachenbanner (2022) spielt von 1238 bis zum zweiten Krieg der Barone unter Simon de Montfort, 6. Earl of Leicester während der Zeit der Regentschaft Heinrich III., Hauptpersonen sind Adela of Waringham und der leibeigene Waringhamer Bauer Bedric.
- Der König der purpurnen Stadt (2002) spielt vor den Geschehnissen in Das Lächeln der Fortuna. Es gehört nicht zur eigentlichen Waringham-Saga, enthält aber Gervais of Waringham, den Vater von Robin, als handelnde Person und ist auch durch weitere Mitglieder von immer wieder auftretenden Familien (etwa die Durham) mit der Waringham-Reihe verbunden.

## Chronologie

Zur Einordnung: Zeit- und Abstammungstafel der englischen und britischen Monarchen seit Wilhelm dem Eroberer.

Chronologisch am Anfang stehen die Geschehnisse im Buch Teufelskrone. Jocelyn ist Earl of Waringham und hat sich nach dem Tod von König Heinrich II. vom Hofe zurückgezogen. Sein ältester Sohn Guillaume steht König Richard Löwenherz als Waffenbruder im Dritten Kreuzzug sehr nahe, während sein jüngerer Sohn Yvain, die Hauptfigur des Buches, in die Dienste von Richards Bruder Johann Ohneland tritt. Die Brüder stehen also bei den Kämpfen um die Krone auf verschiedenen Seiten, lassen sich aber persönlich dadurch nicht entzweien. Nach Jocelyns Tod wird Guillaume Earl of Waringham und zieht sich nach Richards Tod und Johns Krönung zurück. Yvain verbleibt im Dienst des unberechenbaren John, bis er von diesem ungerechtfertigt entlassen wird und dann im Verlauf des ersten Kriegs der Barone endgültig mit ihm bricht und sich voll und ganz für die Magna Carta einsetzt. Während der Auseinandersetzung wird Waringham Castle mehrere Monate belagert. Bei der endgültigen Befreiung stirbt Guillaume und sein Sohn Richard wird sein Nachfolger als Earl of Waringham. Dieser heiratet Yvains Tochter Iselda, seine Cousine, gegen den Willen ihres Vaters, bevor das Buch mit dem Tod König Johns endet.
Drachenbanner beginnt 1238 mit dem Tod des Hörigen Godwin, des Vaters des 14-jährigen Bedric, einer der Hauptfiguren, und damit, dass Adela, die Enkelin von Yvain und zweite Hauptfigur, Hofdame von Prinzessin Eleanor wird. Beide wurden am selben Tag geboren, Bedrics Mutter gab beiden ihre Milch und sie verbrachten ihre Kindheit gemeinsam. Als Bedric neun Jahre später seine Handlassung erkaufen will, verweigert ihm Adelas Bruder Raymond diese, obwohl sein Vater bereits seine Zusage erteilt hatte. Da Raymond ihm trotzdem die dafür angesparten vier Pfund abnimmt und in Bedrics Hand spuckt, schlägt dieser ihm die Faust ins Gesicht, worauf er Bedric mit einem Dolch verletzt und ins Burgverlies werfen lässt. Aus diesem befreit ihn Adela nach einer gemeinsamen Liebesnacht und Bedric kann nach London fliehen, wo er ein Jahr später auf Simon de Montfort trifft und auf dessen Seite im Zweiten Krieg der Barone kämpft. 
Das Lächeln der Fortuna beginnt damit, dass der unschuldige Gervais of Waringham im Jahr 1360 auf Betreiben von Edward von Woodstock als Verräter verurteilt wird und im Kerker augenscheinlich Selbstmord begeht. Dies wird als Schuldeingeständnis gewertet. Sein minderjähriger Sohn Robin verliert dadurch alle Ländereien und Titel und Gervais’ bester Freund, Geoffrey Dermond, wird zum Earl of Waringham ernannt. Robin arbeitet als Stallknecht auf dem Gestüt in Waringham und trotz der Situation wird Geoffrey Dermond sein väterlicher Freund, während er sich dessen Sohn Mortimer zum erbitterten Feind macht. Durch Mut und glückliche Fügung wird Robin zum Vertrauten von John of Gaunt, dem Duke of Lancaster, der in der Zeit nach dem Tod seines Vaters, König Edward III., in England die Fäden im Hintergrund zieht. Durch diese Verbindung wird er erst mit dem kleinen Landgut Fernbrook belehnt und später zum Earl of Burton erhoben. Letztendlich gelingt es ihm, auch Waringham von seinem Erzfeind Mortimer Dermond zurückzugewinnen. Das Buch endet mit dem Sturz von König Richard II. und der Erhebung von Henry of Lancaster, dem Sohn des Duke of Lancaster, zu König Heinrich IV., was ein halbes Jahrhundert später zu den Rosenkriegen führen sollte.
Die Hüter der Rose setzt 1413 kurz nach dem Tod von Lancasters Sohn König Heinrich IV. ein. Sein Sohn Heinrich V. entfacht den Krieg gegen Frankreich von Neuem, um verlorene Ländereien zurückzugewinnen. John of Waringham nimmt als junger Knappe zusammen mit seinen Freunden Owen Tudor und John Beaufort an diesem Feldzug teil und erlebt unter anderem die Schlacht von Agincourt, wo er zum Ritter geschlagen wird. Zurück in Waringham muss er 1415 seinen Vater beerdigen. Sein Halbbruder Raymond wird Earl of Waringham, den Titel in Burton hatte schon vorher der älteste Sohn Robins, Edward inne. John wird Stewart in Waringham. Im weiteren Verlauf des Buches ist John ein treuer Gefolgsmann des Königs und vor allem auch von dessen Onkel Henry Beaufort, dem Bischof von Lincoln und Winchester, der wie sein Vater John of Gaunt im Hintergrund die Fäden zieht. Kurz vor seinem Tod ernennt Heinrich V. John zum Erzieher und Beschützer seines Sohnes, Heinrich VI., Aufgaben, die er bis zum Ende des Buchs wahrnimmt.
Das Spiel der Könige beginnt mit dem Tod Johns, der 1455 als Hauptmann der königlichen Leibwache in der Schlacht von St. Albans von seinem Erzfeind Arthur Scrope rücklings erstochen wird. Arthur Scrope überfällt im Anschluss Waringham Castle und ermordet Robert, den Earl of Waringham, Johns Neffen. Johns Frau Juliana gelingt es im Gegenzug Arthur zu erstechen und Owen Tudor rettet sie und ihre Tochter Blanche. Neuer Earl of Waringham wird Johns Sohn Julian. Nach anfänglichen Zweifeln steht dieser in den kommenden militärischen Auseinandersetzungen der Rosenkriege treu zum Haus Lancaster. Letztendlich erlebt er 1486 nach der entscheidenden Schlacht von Bosworth Field die Krönung des ersten Tudor-Königs Heinrich VII., dem Erben des Hauses Lancaster, Enkel von Owen Tudor und ihm anvertrauten Sohn seines verstorbenen Freundes Edmund Tudor. Zweite Hauptperson des Buches ist Julians Zwillingsschwester Blanche, deren Weg sie an die Seite von Jasper Tudor, Owens Sohn und Heinrichs Onkel, führt.
Zu Beginn des Buchs Der dunkle Thron wird Jasper, Earl of Waringham 1529 auf Befehl von König Heinrich VIII. ermordet, da er dessen Scheidung von Katharina von Aragon im Weg steht. Sein Sohn Nicolas, genannt Nick, wird 14-jährig neuer Earl of Waringham. Später nimmt die Königin Nick das Versprechen ab, auf ihre Tochter Mary achtzugeben. Diesem Versprechen kommt er während aller Eskapaden des Königs nach und erlebt 1553, am Ende des Buches, die Krönung Marys zu Maria I.
Der bisher chronologisch späteste Band der Serie, Palast der Meere, spielt zur Zeit von Elisabeth I. Nicks ältester Sohn Francis ist Earl von Waringham. Sein Bruder Isaac lebt bei seinem Onkel in London. Als Isaac erfährt, dass er wegen der Erblindung seines Neffen Lappidot zu Francis' Erbe ernannt werden soll, flieht er als blinder Passagier auf einem Schiff aus England. Im Laufe des Buchs entwickelt er sich zu einem Freibeuterkapitän, der unter anderem mit John Hawkins und Francis Drake segelt und am Kampf gegen die Spanische Armada beteiligt ist. Derweil spielt seine älteste Halbschwester Eleanor eine Rolle bei Hof als Vertraute und Spionin von Königin Elisabeth. In dieser Rolle ist sie vor allem in den Kampf um die Herrschaft gegen die katholische Königin von Schottland Maria Stuart verwickelt. In diesen Auseinandersetzungen kommt 1579 auch Francis ums Leben, als er die Königin vor einem katholischen Attentäter rettet. Trotz seiner Blindheit wird sein Sohn Lappidot der neue Earl of Waringham. Das Buch endet 1588 kurz nach der Hinrichtung von Maria Stuart, die Elisabeths Herrschaft endgültig sichert.

## Geschlecht der Waringham
Die Waringham sind ein normannisches Adelsgeschlecht Englands, das seine Wurzeln in Mélicourt in der Normandie hat. Von dort kam Gervais de Mélicourt mit Wilhelm dem Eroberer nach England und wurde dort der erste Earl of Waringham. Stammsitz ist Waringham Castle, das um 1130 von Robert of Waringham erbaut wurde. Der erste Earl of Waringham, der als handelnde Person in den Büchern auftritt, ist Jocelyn of Waringham, der zu Beginn des Buchs Teufelskrone um 1190 den Titel innehatte. Nachdem Gervais of Waringham 1360 als vermeintlicher Verräter ermordet wurde, übernahmen zwei Mitglieder des Hauses Dermond den Titel, ehe Gervais' Sohn Robin ihn wiedergewinnen konnte. Zwischenzeitlich hatte Robin auch das Gut Fernbrook und den Titel des Earl of Burton erhalten, die er an verschiedene Nachkommen vererbte.
Während der Rosenkriege musste Julian of Waringham ins französische Exil. In dieser Zeit führte Richard of Gloucester, der spätere König Richard III., den Titel des Earls of Waringham. Nach dessen Tod in der Schlacht von Bosworth Field erhielt Julian seinen Titel und die Ländereien zurück.
Bisher letzter bekannter Earl of Waringham ist der blinde Lappidot, der den Titel am Ende des Buchs Palast der Meere 1579 erbte.

### Wappen der Waringham

Wappen der Familie Waringham

Das Wappen der Waringham zeigt ursprünglich ein schwarzes Einhorn auf grünem Grund. Als er Herr von Fernbrook wird, fügt Robin of Waringham einen Farnwedel hinzu.

### Earls of Waringham
- Gervais
- Robert
- Jocelyn (–1199)
- Guillaume (1199–1216)
- Richard (1216–1247)
- Raymond (1247–1264)
- Fulk (1264–1265)
- Robert of Meriden (1265-)
- Henry (-1332)
- Gervais (1332–1360)
- Geoffrey Dermond (1360–1366)
- Mortimer Dermond (1366–1387)
- Robert FitzGervais, genannt Robin (1387–1415)
- Raymond (1415–1444)
- Robert (1444–1455)
- Julian (1455–1471)
- Richard of Gloucester (1471–1483)
- Thomas Devereux (1483–1485)
- Julian (1485–1500, 2. Mal)
- Robin (1500–1515)
- Jasper (1515–1529)
- Nicholas, genannt Nick (1529–)
- Francis (–1579)
- Lappidot, blind (1579–)

### Familienerbstücke
In den Büchern spielen zwei bedeutende Familienerbstücke der Waringham, ein Schwert und die Familienbibel, eine wichtige Rolle.
Das Schwert der Waringham ist eine kostbare Waffe, deren Heft und Scheide mit Edelsteinen besetzt sind. Es wurde Guillaume von Maria von Montferrat, der Königin von Jerusalem, verliehen. Der Ursprung der Familienbibel ist unbekannt, aber auf ihren letzten Seiten wird handschriftlich die Familiengeschichte der Waringham festgehalten.

### Beziehung zu Pferden
Pferde spielen eine große Rolle in den Büchern, und viele Mitglieder der Familie Waringham haben eine besondere Beziehung zu ihnen. Dies wird schon für Yvain im Buch Teufelskrone beschrieben, der sein Talent viele Jahre lang als König Johns Master of the Horse einsetzt. Bei Robin wird im Buch Das Lächeln der Fortuna erstmals die Gabe beschrieben, eine telepathieähnliche Verbindung zu einem Pferd, über die Robin das Befinden des Pferdes wahrnehmen, es beruhigen und ihm in begrenztem Rahmen Anweisungen geben kann. Spätere Mitglieder der Familie zeigen ebenfalls die Gabe. Ob schon Yvain sie hatte, ist nicht klar, aber einiges deutet darauf hin. Irgendwann nach den Geschehnissen in Teufelskrone nutzen die Waringham ihr Talent mit Pferden zum Aufbau eines Gestüts für Schlachtrösser, das zu Robins Zeiten schon recht einträglich ist. Mit dem Ende der Ritterzeit endet auch die Zeit der Schlachtrösser, und die Zucht wird nach und nach auf hochpreisige Reitpferde umgestellt, die zuvor nur ein Nebengeschäft waren.

## Der Ort Waringham
Koordinaten: 51° 18′ N, 0° 48′ O
Der fiktive Ort Waringham besteht aus der Burg Waringham Castle sowie dem zugehörigen Dorf. Dazwischen fließt der fiktive Fluss Tain. Die Straße zwischen Burg und Dorf führt über eine schmale Brücke und die kahle Kalkkuppe Mönchskopf. In späteren Zeiten bildet das ausgedehnte Gestüt eine eigene Einheit. Waringham liegt in Kent in Südengland zwischen Rochester und Canterbury, einige Reitstunden südlich der Verbindungsstraße. Das nächste Nachbardorf heißt Hetfield. Eine genauere Ortsbeschreibung hat Rebecca Gablé nie veröffentlicht.